# Servomeccanismo
Il servomeccanismo è un dispositivo usato per regolare o per controllare una grandezza meccanica in modo continuo nel tempo. I servomeccanismi sono tipicamente impiegati per attuare cinematismi meccanici, e la classe dei sistemi attuati viene anche detta assistita o servoassistita.

## Classificazione dei servomeccanismi
I servomeccanismi possono essere classificati sulla base della grandezza meccanica controllata/regolata e sulla tecnologia di attuazione utilizzata.
Le grandezze tipicamente controllate da un servomeccanismo sono:
- la posizione (lineare o angolare);
- la velocità (lineare o angolare);
- la forza (e per estensione la coppia e la pressione).

Sulla base della tecnologia utilizzata, le principali soluzioni sono quelle dei:
- servomeccanismi idromeccanici: sono servomeccanismi in cui l'attuatore è azionato da un fluido incomprimibile (olio minerale) e la regolazione avviene in modo meccanico;
- servomeccanismi elettro-idraulici: sono servomeccanismi in cui l'attuatore è azionato da un fluido incomprimibile e la regolazione è gestita da una elettronica dedicata;
- servomeccanismi elettro-meccanici: sono servomeccanismi un cui l'attuatore è costituito da un motore elettrico controllato da una elettronica dedicata.

A fianco di queste tre classi possiamo ancora ricordare altre tipologie di servomeccanismi che utilizzano l'aria o altri fluidi comprimibili per la movimentazione dell'attuatore. Si distinguono quindi:
- servomeccanismi pneumo-meccanici;
- servomeccanismi elettro-pneumatici.

## Principio di funzionamento
Normalmente, i servomeccanismi funzionano in base al principio di retroazione, dove la grandezza di controllo all'ingresso viene comparata alla grandezza in uscita, misurata con qualche genere di trasduttori. Qualsiasi differenza tra i valori attuale e voluto viene amplificato e impiegato per azionare il sistema nella direzione necessaria per ridurre o eliminare l'errore. Una scienza a supporto di questo tipo di sistemi è stata sviluppata, nota come la teoria dei controlli automatici.

## Campi di applicazione
I servomeccanismi trovano applicazione in svariati contesti, di cui si fornisce qualche esempio.
Nel campo automotive:
- Servosterzo (è un servomeccanismo idromeccanico di controllo posizione);
- Servofreno (è un servomeccanismo idromeccanico di controllo forza);
- Idroguida (è un servomeccanismo elettro-idraulico di controllo posizione)

Nel campo aerospaziale:
- Attuatori per i comandi di volo (servomeccanismi idromeccanici o elettro-idraulici di controllo posizione)

Nei prodotti per l'industria:
- Servocomandi per torni a copiare (di tipo idromeccanico e controllati in posizione);
- Servoassi per il controllo dei giunti dei robot (di tipo elettro-meccanico e controllati in posizione)
- Attuatori per azionamento valvole meccaniche